# Tuzla

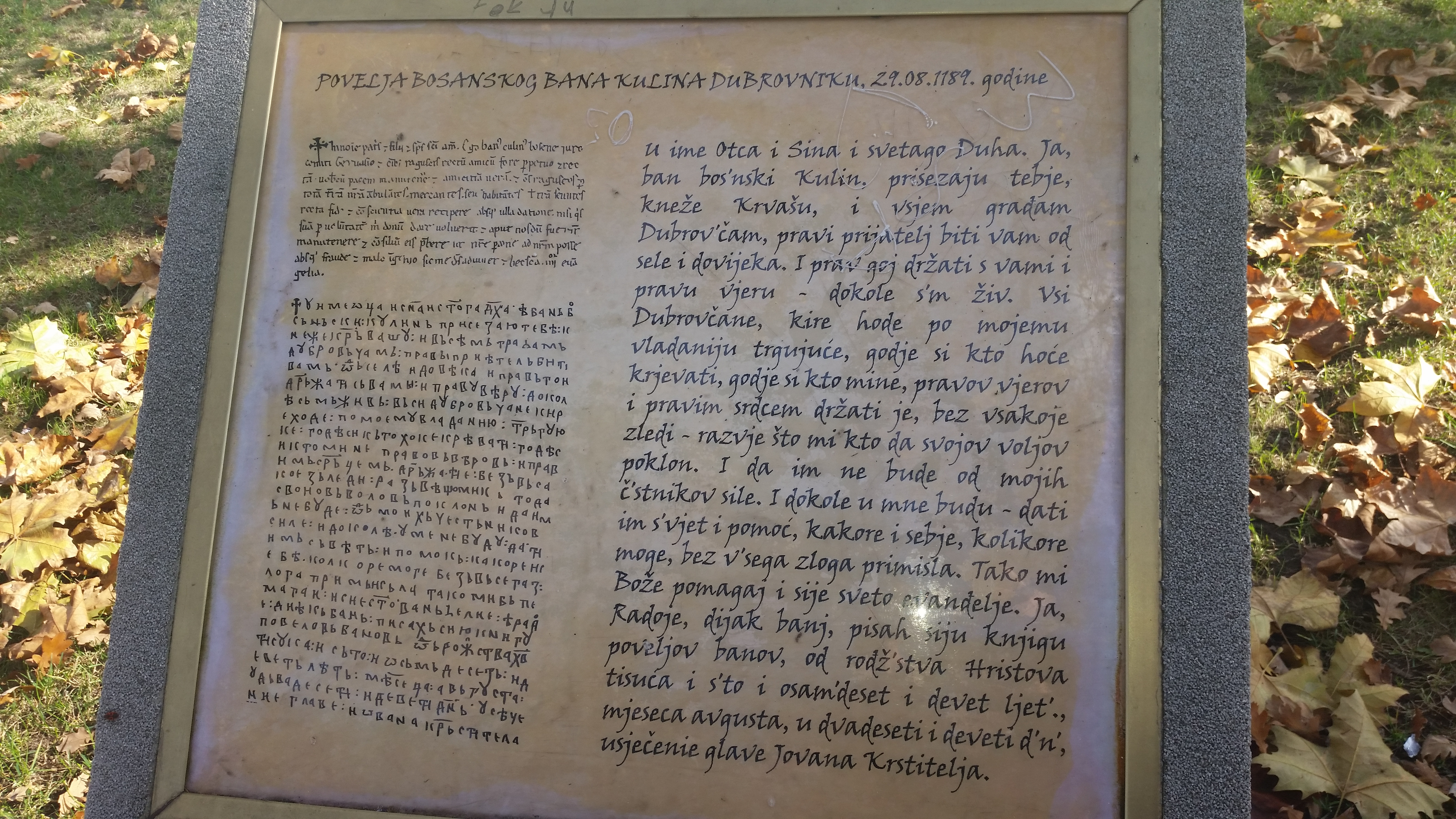
Urkunde in einem Park in Tuzla vom bosnischen Ban Kulin aus dem Jahr 1189 an Dubrovnik

Tuzlaⓘ (serbisch-kyrillisch Тузла) ist eine Industriestadt im Nordosten von Bosnien und Herzegowina. Sie liegt in einem Seitental der Spreča am Fluss Jala. Tuzla ist die Hauptstadt des nach ihr benannten Kantons der Föderation Bosnien und Herzegowina. Die Stadt ist mit etwa 110.000 Einwohnern die drittgrößte des Landes. Die Fläche des eigentlichen Stadtgebietes beträgt 15 km², die der Kommune 303 km². Der Kanton Tuzla ist mit rund 445.000 Einwohnern der bevölkerungsreichste Kanton des Landes.

## Geographie und Klima

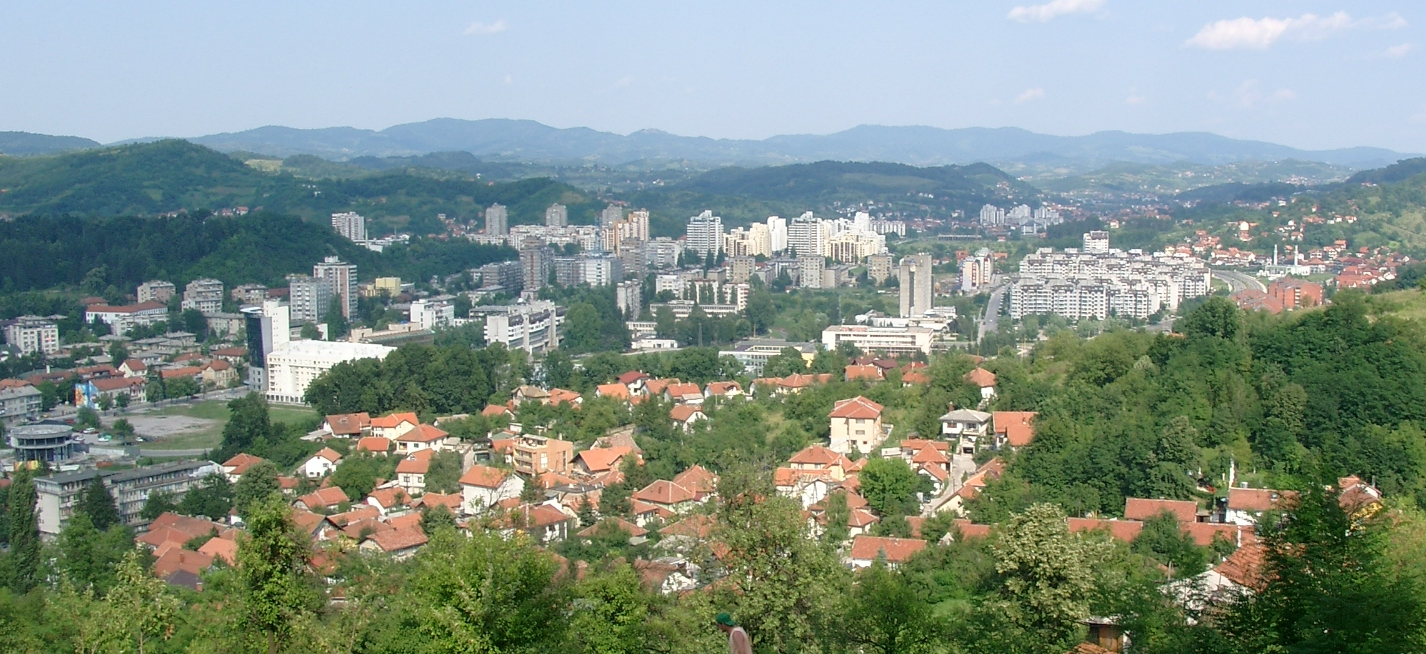
Ansicht der Stadt Tuzla

Tuzla ist in einem hügeligen Gelände südöstlich des Majevica-Gebirges gelegen.
Der südwestlich der Stadt gelegene Stausee Modračko jezero ist das größte Naherholungsgebiet der Stadt. Er entstand 1964 und wird als Wasserspeicher für die umliegende Industrie genutzt. Er besitzt eine Wasserfläche von ungefähr 900 Hektar, eine maximale Tiefe von 20 Metern und eine mittlere Tiefe von 7 Metern.
Das Klima in Tuzla ist gemäßigt geprägt, jedoch eher ein Kontinentalklima mit kalten Wintern und heißen Sommern. Die jährliche Durchschnittstemperatur liegt bei 10 °C; der durchschnittliche jährliche Niederschlag beträgt 895 mm.
Die tiefste jemals gemessene Temperatur lag bei −25,8 °C am 24. Januar 1963, die höchste bei 39,5 °C am 6. Juli 1988.

## Geschichte

### Frühgeschichte
Wie archäologische Ausgrabungen zeigen, reicht die Geschichte Tuzlas bis in die Jungsteinzeit zurück. Früheste Nachweise der Besiedlung durch slawische Stämme reichen bis ins 7. Jahrhundert n. Chr. Auf Grund der in der Gegend häufig anzutreffenden salzhaltigen Quellen wurde die Siedlung zunächst Soli (slawisch für Salz) genannt.
In Gornja Tuzla, rund 10 km vom Stadtzentrum Tuzlas entfernt, legten Ausgrabungen eine Siedlung der Starčevo-Kultur frei, die als ältestes Zeugnis dieser Kultur in Bosnien und Herzegowina gilt und auf 3000–2000 v. Chr. datiert wird. Die restaurierten Reste einer Pfahlbausiedlung, älteste ihrer Art im Raum des ehemaligen Jugoslawien, können heute auf dem Gelände des künstlich angelegten Salzsees der Stadt besichtigt werden.

### Mittelalter
Im frühen Feudalismus, also zu Zeiten des mittelalterlichen bosnischen Staates, war die Herstellung von Salz unerheblich und diente offensichtlich nur für die Verwendung der lokalen Bevölkerung. Dies lässt sich am besten aus der Urkunde des Ban Kulin (Povelja Kulina bana) aus 1189 schlussfolgern, mit dessen Unterschrift der Ban faktisch das Monopol mit dem Salz den Dubrovnikanern übergab. Dabei erlaubte er ihnen Freihandel auf den von ihm beherrschten Gebieten. Die Urkunde des Ban Kulin stellt das älteste bosnisch-herzegowinische Staatsdokument dar.

### Osmanisches Reich
Im Jahr 1463 wurde die Stadt von Osmanen eingenommen und erhielt den an das türkische Wort für Salz (tuz) angelehnten Namen Tuzla. Bis dahin hieß Tuzla
Soli bzw. Só.
Mit der Ankunft der Türken nimmt die Herstellung des Salzes organisierte Formen zum Zweck von Handel an. Aus 1478 stammt die älteste Angabe über die Jahresherstellung von Salz im oberen und unteren Tuzla (Gornja i Donja Tuzla). Damals wurden insgesamt 13 Tonnen Salz produziert. Die höchste Menge der Jahresherstellung wurde im Jahr 1991 mit 205.005 Tonnen aufgezeichnet.
Die türkische Macht erteilte Einzelnen das Recht, die Salzförderung zu betreiben. Davon musste ein Teil dem Staat abgegeben werden. Dies wurde in einem dafür extra angefertigten Gesetz aus dem Jahr 1548 geregelt. Die Salzherstellung steigerte sich in der osmanischen Epoche von 13 bis zu 640 Tonnen im Jahr 1875. Dies war kurz vor dem Ende der osmanischen Verwaltung in Bosnien und Herzegowina.

### Österreich-Ungarn
Mit Beginn der österreichisch-ungarischen Verwaltung 1878 begann eine verstärkte Industrialisierung. 1880 wurde das staatliche Monopol auf Salz verkündet; vier Jahre danach begann der Bau der ersten Fabrik in Simin Han. Die Fabrik Solana wurde 1885 eröffnet, womit die bis heute andauernde industrielle Herstellung von Salz in Tuzla begründet wurde. Wie bedeutend die Solana für die damalige Zentralmacht war, zeigt die Tatsache, dass die Solana in einem kaiserlichen Erlass vom 16. Februar 1885 des Kaisers Franz Joseph I. genannt wurde.
An ihren Anfängen entwickelte sich die industrielle Herstellung von Salz schnell. Dazu trug wesentlich die Erschließung neuer Salzvorkommen bei. Nach der Entdeckung eines Lagers auf dem im Norden der Stadt gelegenen Hügel Trnovac wurde 1891 in Kreka ein neues Werk eröffnet. Dies geschah am Ort der heutigen Fabrik. In 30 Jahren Industrialisierung stieg die Jahresproduktion von 640 Tonnen im vorindustriellen Zeitalter auf gut 20.000 Tonnen Salz im Jahr 1905 an. Im Jahr 1917, vor dem Ende der österreichisch-ungarischen Periode, betrug die erzeugte Menge 43.841 Tonnen.
Meyers Großes Konversations-Lexikon aus 1909 beschrieb Tuzla als Kreisstadt, welche an beiden Ufern der Jala und der Bahnlinie Doboj-T.-Siminhan liegt. Sie war Sitz eines orthodoxen Bischofs, eines Muftis, eines Militär-Platzkommandos und eines Bezirksgerichts. Im Lexikon wird angeführt, dass es drei Brücken, zahlreiche Moscheen (darunter die Behrambeg-Moschee), ein Nonnenkloster und mehrere Kasernen gab. Tuzla hatte damals (1895) 11.034 Einwohner, davon 5984 Muslime. Der Handel war „lebhaft“, besonders mit Vieh und Pferden. Außerdem gab es eine Volks- und Handelsschule, eine Mädchenschule und höhere islamische Schule, ein Spital, den Elisabethpark, und neben den erwähnten Salzquellen auch reiche Kohlenlager. Tuzlas Umgebung soll reich an Bogumilengräbern gewesen sein. Des Weiteren war Tuzla 1225 Hauptstadt der Provinz Soli. 1693 siegte der kaiserliche Feldherr Perčinlija über die Türken. Österreichische Truppen fochten hier vom 9. bis 10. August 1878 mit den Insurgenten.

### Franziskanerkloster
Im Jahr 1447 wird ein Kloster der hl. Maria (Sv. Marije) im oberen Tuzla bzw. oberen Soli (Gornja Tuzla, Gornji Soli) erwähnt. Die nächste Erwähnung stammt von dem franziskanischen Historiker Luke Wadding, der unter dem Jahr 1506 Kloster im oberen und unteren Tuzla (Gornjoj i Donjoj Tuzli) aufführt. Anschließend wird das Kloster im oberen Tuzla 1514 erwähnt. Eine Kirche im unteren Tuzla findet sich 1533 in türkischen Dokumenten erwähnt. 1548 wurde ein Kloster samt einer Kirche, die dem hl. Peter gewidmet wurde, erwähnt.
In den ersten Jahrzehnten des 16. Jahrhunderts waren die bosnischen Franziskaner schweren Vertreibungen ausgesetzt. So wurde 1538 das Franziskanerkloster in Zvornik zerstört und die Kirche in eine Moschee umgewandelt. Sie mussten 1541 dieses Kloster verlassen und besiedelten den Gradovrh zusammen mit den Franziskanern aus Gornja Tuzla. Das Kloster auf dem Gradovrh wurde von der reichen Adelsfamilie Maglašević (diese Familie wird unter mehreren Nachnamen erwähnt: Sić, Soić, Suić, Pavičević i Pavešević) beansprucht. Das Kloster auf dem Gradovrh befand sich in der Nähe des heutigen Tuzla.

### Erster Weltkrieg
Nach dem Rückzug der Osmanen wurde Tuzla 1878 Teil Österreich-Ungarns. Mit dem Ende des Ersten Weltkriegs gehörte Tuzla fortan zu Jugoslawien.
Die Kroaten in Tuzla gründeten 1907 die Organizacija radnika Hrvata (Organisation kroatischer Arbeiter) und die Hrvatsku narodnu zajednicu (kroatische Volksgemeinschaft), 1913 den Hrvatski nogometni klub Zrinjski (Kroatischer Fußballklub Zrinjski) wie auch viele andere Vereinigung mit kroatischem Vorzeichen.
In der Nähe brach 1920 der Aufstand von Husino aus.

### Zweiter Weltkrieg
Im Zweiten Weltkrieg marschierten in der Nacht vom 14. auf den 15. April 1941 die Ustaše in Tuzla ein; die Stadt fiel an den sogenannten Unabhängigen Staat Kroatien. Die jugoslawische Partisanenbewegung hatte daraufhin eine Stütze in der Bevölkerung Tuzlas. Am 2. Oktober 1943 wurde die Stadt von Partisanen eingenommen.
Das kommunistische Regime Jugoslawiens nahm der katholischen Kirche einen großen Teil ihres Besitzes. Das alte Kloster-Gebäude verloren die Franziskaner aus ihrem Eigentum. Den Nonnen wurde das Kloster Josipovac entrissen; es folgte ihre Vertreibung. Danach wurden zahlreiche Franziskaner und Zivilisten gefangen genommen oder ermordet.
Nach dem Zweiten Weltkrieg entwickelte sich Tuzla zu einer bedeutenden Industriestadt im sozialistischen Jugoslawien. Basierend auf den Salz- und Kohlevorkommen in der Umgebung der Stadt, entwickelte sich eine starke chemische und Kraftwerksindustrie. Dies führte zum Zuzug vieler Menschen aus verschiedenen Teilen Jugoslawiens und festigte damit die vorher schon bestehende multiethnische Bevölkerungsstruktur der Stadt.

### Bosnienkrieg

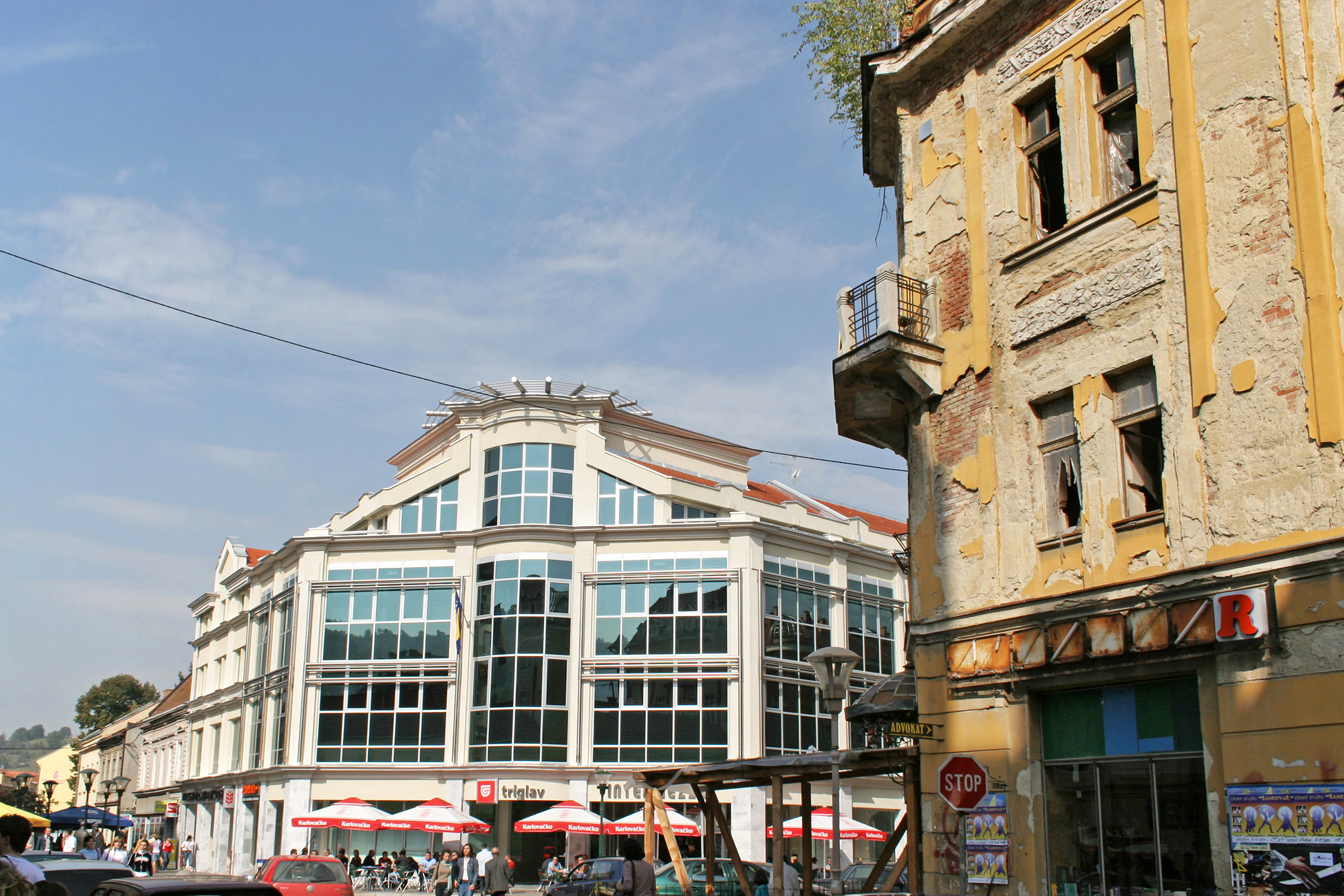
Innenstadt mit Fußgängerzone und im Bosnienkrieg zerstörtem Gebäude

Moschee von König Abdullah bin Abdulaziz Al Saud

Während des Bosnienkrieges 1992 bis 1995 gehörte Tuzla zum von der bosnischen Regierungsarmee dominierten Teil von Bosnien und Herzegowina. Im und nach dem Krieg wurde die Stadt Zuflucht vieler Flüchtlinge.
Nach der Gründung der Hrvatska zajednica Herceg Bosna erfolgte wie in Sarajevo die Gründung der Hrvatske zajednice Usora i HZ Soli (Kroatische Gemeinschaft Usora und HZ Soli).
Im Frühling 1992 wurde die 115. Brigade Zrinski des kroatischen Verteidigungsrates (HVO) gegründet; dies war der erste militärische Verband in Tuzla. Die Brigade hatte 3000 kroatische Freiwillige aus Tuzla, Lukavac und Živinice.
Am 14. Mai 1993 unterschrieben in der Tuzlaer Kaserne Husinska buna der Befehlshaber der HVO-Brigade Zrinski, Zvonko Jurić und Jusuf Šećerbegović, der Befehlshaber der ersten Tuzla-Brigade eine Urkunde, in welcher Fraternisation, militärische und jegliche andere Zusammenarbeit beschlossen wurde. Diesem Vorgang wird eine große Bedeutung zugemessen, sowohl im politischen Sinne wie auch für die Stärkung der Verteidigung der Stadt.
Im Gegensatz zu den meisten anderen Städten wurde Tuzla in dieser Zeit aber nie von nationalistischen Parteien regiert und auch während des Krieges arbeiteten bosniakische, kroatische und serbische Bewohner weiterhin zusammen und verteidigten die Stadt auch gemeinsam gegen die Angriffe serbischer Einheiten. Im Winter 1993/1994 war die Stadt zeitweilig ganz von serbischen Truppen eingekesselt, was zu einer teilweise dramatischen Versorgungslage führte. Auch kam es immer wieder zu Granateneinschlägen und damit verbundenen Zerstörungen in der Stadt.
Besonders in Erinnerung bleiben der Überfall auf die Tuzla-Kolonne am 15. Mai 1992 und das Tuzla-Massaker vom 25. Mai 1995. Allein bei diesen beiden Anschlägen starben mindestens 171 meist junge Menschen.
Während des Krieges erlangte Selim Bešlagić als Bürgermeister einige Berühmtheit wegen des erfolgreichen Managements und der Verteidigung der Stadt. Der jetzige Bürgermeister Jasmin Imamović engagiert sich stark in der Entwicklung der Stadt. Nach dem Ende des Krieges mit dem Daytoner Abkommen vom Dezember 1995 erholt sich die Stadt nur langsam und ist weiterhin auf internationale Hilfe angewiesen.
Am 24. Juli 2014 bekam Tuzla vom Parlament der Föderation Bosnien und Herzegowina offiziell den Status einer Stadt (Grad) verliehen.

## Bevölkerung
Zur Volkszählung 2013 hatte die Großgemeinde Tuzla insgesamt 110.979 Einwohner. Davon lebten 80.570 in der eigentlichen Stadt; die restlichen 30.409 in den umliegenden Ortsteilen. Bei der letzten Vorkriegszählung 1991 waren noch 131.618 Einwohner der Gemeinde gezählt worden, davon 83.770 in der Stadt.

### Ethnische Gruppen
Auf Gemeindeebene bezeichneten sich 2013 72,8 % der Einwohner als Bosniaken (1991: 47,6), 13,9 % als Kroaten (15,5) und drei Prozent als Serben (15,4). 2,1 % machten keine Angaben zu ihrer ethnischen Zugehörigkeit und 8,2 % ordneten sich anderen Gruppen zu. Damit war Tuzla 2013 eine jener Gemeinden in Bosnien und Herzegowina mit dem höchsten Anteil an „Anderen“. Bereits zu jugoslawischen Zeiten hatte die Industriestadt einen außergewöhnlich hohen Anteil erklärter Jugoslawen (1991: 16,7 %).
Kroaten
In Bau ist das kroatische Kulturzentrum des hl. Franjo (Hrvatski kulturni centar sv. Franjo), das von der kroatischen Regierung finanziert wird. Von 1995 bis 2011 gab es zudem den kroatischen Radiosender Radio Soli.
Juden
In Tuzla und Umgebung leben 129 Juden. Das Zentrum der jüdischen Gemeinde befindet sich im Hotel Tuzla. 2011 hatte ein aus dem Gefängnis entlassener ehemaliger Soldat einen Sprengsatz im alten Gemeindezentrum gezündet.
Im Zweiten Weltkrieg wurde eine der beiden Tuzlaner Synagogen von Angehörigen der Wehrmacht demoliert. Die beiden Synagogen, eine sephardische und eine aschkenasische, die 1902 bzw. 1936 gebaut worden waren, wurden in den 1950er Jahren vom Staat konfisziert und säkularisiert bzw. abgerissen. Eine Synagoge gibt es (Stand 2015) seither nicht.

### Religion
2013 zählten sich 73 % der Tuzlaner als Muslime, 13,3 % als Katholiken und 3,2 % als Orthodoxe (siehe: Mariä-Himmelfahrt-Kathedrale (Tuzla)). Die Zahlen entsprechen im Wesentlichen der Zuordnung nach ethnischen Gruppen. 2,7 % der Einwohner gaben an, Atheisten zu sein.

### Sprache
Als Muttersprache gaben 95,7 % der Einwohner eine der drei als offizielle Amtssprachen anerkannten serbokroatischen Standardvarietäten (Bosnisch, Kroatisch, Serbisch) an – Bosnisch 85,2 %, Kroatisch 9,1 % und Serbisch 1,4 %. Damit geht die Loyalität zur nach dem Landesnamen benannten bosnischen Sprache in der Stadt deutlich über den Anteil der Bosniaken an der Bevölkerung hinaus.

## Wirtschaft

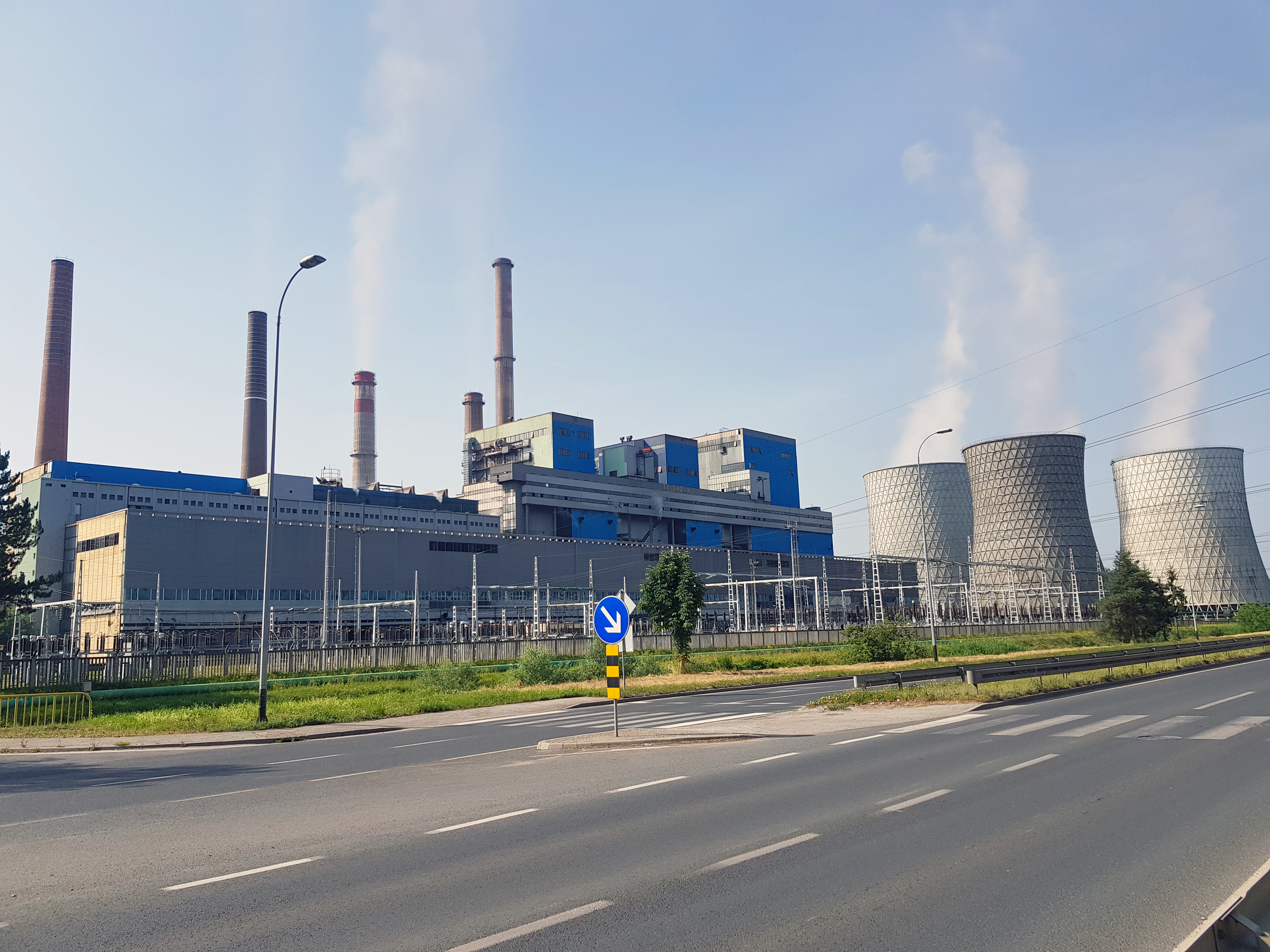
Termoelektrana Tuzla: Größtes Kohlekraftwerk Bosnien-Herzegowinas

Tuzla besitzt vor allem am Westrand der Stadt ein großes Industriegebiet.
Das größte Kohlekraftwerk Bosnien-Herzegowinas mit fünf Kraftwerksblöcken und einer installierten Gesamtleistung von 780 MW ist das Termoelektrana Tuzla. Die Verwaltung der umliegenden Kohle-Bergwerke erfolgt von KREKA. Weiters gibt es noch folgende Unternehmen HAK Hloralkani kompleks (Chlorchemie), Solana (Herstellung von Salzprodukten), Fabrika deterdženta (Herstellung von Seifenprodukten) und Tehnograd (Bauunternehmen für Industriegebäude).
Die Betriebe mussten während des Bosnienkrieges zu einem großen Teil ihre Produktion einstellen. Die größten wurden später privatisiert und für bankrott erklärt. Arbeitslöhne und Sozialleistungen waren zum Teil schon mehrere Jahre nicht ausgezahlt, die Betriebe zuletzt ganz geschlossen und Tausende entlassen, weswegen von „krimineller Privatisierung“ die Rede ist, was im Februar 2014 zu ausgedehnten gewalttätigen Protesten führte. Die Arbeitslosigkeit in Tuzla liegt wegen der Massenentlassungen bei 50 Prozent, die Jugendarbeitslosigkeit gar bei 70 Prozent.

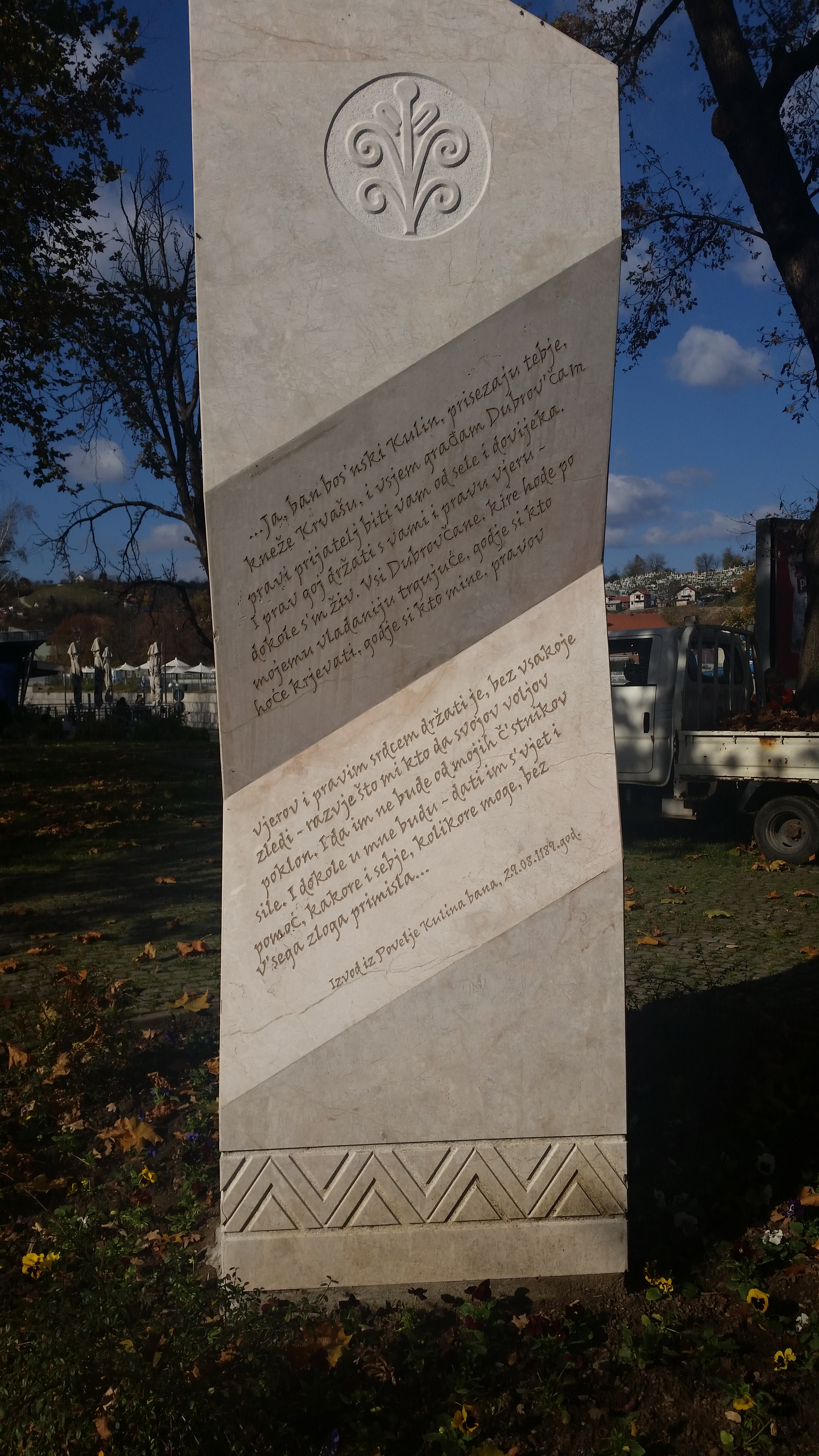
Urkunde von Ban Kulin aus dem Jahr 1189 an Dubrovnik

Die Stadt ist außerdem der Sitz der NLB Tuzlanska banka und der Trasys Bosnia, einem Fertiger von elektrischen Wicklungen für Elektromotoren und Generatoren.

## Umwelt
2016 war Tuzla gemäß Daten der WHO die europäische Stadt mit der zweithöchsten Luftverschmutzung nach Tetovo.

## Verkehr
Tuzla liegt an der Gabelung der Fernstraße von Sarajevo nach Osijek sowie Bijeljina.
1886 erhielt Tuzla mit einer Stichlinie der schmalspurigen Bosnabahn einen Anschluss ans Eisenbahnnetz. 1947 bis 1951 wurde die Bahnlinie auf Normalspur umgebaut. Als Folge des Bosnienkriegs 1992 bis 1995, als der Bahnverkehr teilweise völlig zum Erliegen kam, ist der durchgehende Personenverkehr nach Sarajevo aber immer noch unterbrochen. Neben einer lokalen Bahnlinie nach Živinice und Banovići gibt es eine Verbindung nach Brčko mit Anschluss ins kroatische Vinkovci an der Strecke von Zagreb nach Belgrad. Seit 2003 pendelt wieder zweimal täglich ein Triebwagen auf der Bahnstrecke Doboj–Tuzla mit teilweise guten Anschlüssen nach/von Sarajevo, Banja Luka und Zagreb.
Die in den Jahren vor dem Bosnienkrieg gebaute Bahnlinie nach Serbien von Tuzla über Zvornik nach Valjevo wird gegenwärtig nur für den Güterverkehr genutzt. Die Werksbahnen (Kohlebahnen) der Region Tuzla betreiben im Ortsteil Bukinje eine Werkstatt, die den Weiterbetrieb der Dampflokomotiven der Baureihe JZ 33, ehemalige deutsche Kriegslokomotiven der Baureihe 52, gewährleisten. Diese Baureihe wird, einzigartig in Europa, zum heutigen Zeitpunkt noch immer planmäßig in Tuzla eingesetzt.
Der ehemalige Militärflugplatz etwa 10 km südlich der Stadt wird heute als nationaler und auch internationaler Passagierflughafen genutzt. Der IATA-Code ist TZL.

## Kultur und Sehenswürdigkeiten

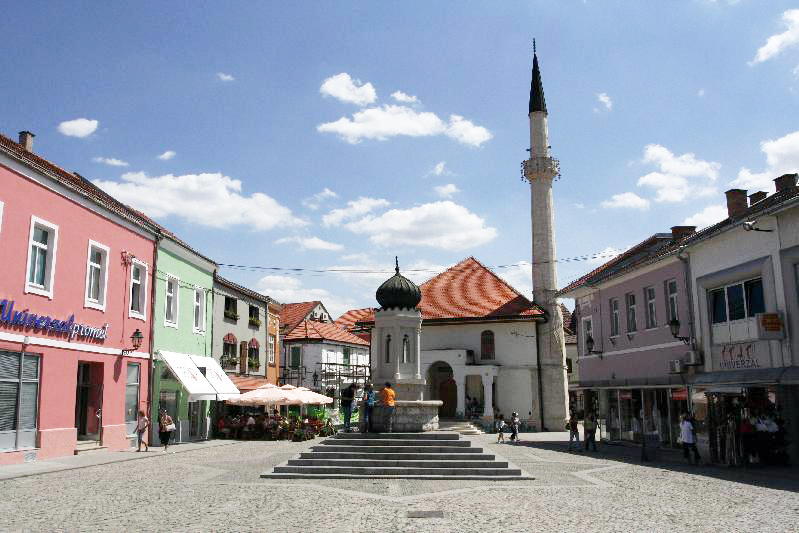
Altstadt mit Brunnen und Moschee

Tuzla ist seit 1976 Universitätsstadt. Entsprechend seiner Bedeutung als Industriestadt liegt der Schwerpunkt der universitären Ausbildung bei den Ingenieurwissenschaften.
In Tuzla gibt es ein Nationaltheater, ein Stadtmuseum, eine Kunstgalerie, das Kultur- und Sportzentrum Mejdan und das Stadion Tušanj.
Das größte Hotel der Stadt ist das 43-stöckige Hotel Mellain mit 150 Zimmern und einer Höhe von 110 m, das 2016 eröffnet wurde.
Tuzla ist unter anderem wegen seines Salzes bekannt. Der Boden unter der Stadt ist sehr salzhaltig mit vielen Hohlräumen, so dass die Stadt nach und nach immer wieder absackt und neu gebaut wird. So gibt es dort nur sehr wenige Häuser, die älter als 100 Jahre sind. Doch in den letzten Jahren wurde das Thema Salz in Tuzla auch touristisch und kulturell interessant gemacht. Eine Stelle im Park, in der unmittelbaren Nähe des Stadtzentrums, ist in den letzten Jahrzehnten immer tiefer abgesunken. In dieser Senke wurde im Sommer 2003 ein künstlicher Salzsee eröffnet, der als Freibad genutzt wird. Er ist der einzige seiner Art in Europa und wurde im Eröffnungsjahr von mehr als 100.000 Besuchern genutzt. Außerdem wurde im Sommer 2004 im Stadtzentrum ein Salzplatz gebaut. In einer Ausstellung können Interessierte Gegenstände, die beim historischen Salzabbau benutzt wurden, besichtigen. Zudem ist der Salzplatz Schauplatz für aktuelle kulturelle Ereignisse wie Folklore- und Filmvorstellungen.

## Bürgermeister
Der erste Bürgermeister Tuzlas hieß Mehaga Imširović und amtierte von 1878 bis 1885.

## Orte
- Šikara
- Ljepunice
- Milešići
- Bukinje
- Šićki Brod
- Simin Han

## Partnerstädte
Tuzla unterhält Städtepartnerschaften mit dem italienischen Bologna, dem kroatischen Osijek, dem ungarischen Pécs, dem spanischen L’Hospitalet de Llobregat, dem französischen Saint-Denis und dem türkischen Tuzla.

## Persönlichkeiten

### Söhne und Töchter der Stadt
- Ismet Mujezinović (1907–1984), bildender Künstler
- Meša Selimović (1910–1982), Schriftsteller
- Franjo Herljević (1915–1998), General und Politiker[26]
- Norbert Neugebauer (1917–1992), Filmregisseur und Szenarist
- Walter Neugebauer (1921–1992), Comiczeichner (u. a. Fix und Foxi)
- Josip Uhlik (1921–2021), Architekt und Stadtplaner
- Biljana Plavšić (* 1930), Politikerin und verurteilte Kriegsverbrecherin
- Ambroz Andrić (1939–1972), politischer Emigrant und Terrorist
- Selim Bešlagić (* 1942), Politiker und Bürgermeister von Tuzla in den 1990er Jahren
- Adolf Andrić (1942–1972), politischer Emigrant und Terrorist
- Mirza Delibašić (1954–2001), Basketballspieler
- Seada Palavrić (* 1954), Juristin
- Svetlana Dašić-Kitić (* 1960), Handballspielerin
- Lepa Brena (* 1960), Sängerin
- Zvonimir Banović (1963–2017), Journalist und Politiker
- Branislav Lukić Luka (* 1970), multimedialer Künstler
- Zorana Mihajlović (* 1970), Wirtschaftswissenschaftlerin und Politikerin
- Sanja Maletić (* 1973), Sängerin
- Denis Bećirović (* 1975), Historiker und Politiker
- Zoran Pavlovič (* 1976), Fußballspieler
- Selma Bajrami (* 1980), Popsängerin
- Siniša Martinović (* 1980), Eishockeytorwart
- Amer Delić (* 1982), Tennisspieler
- Gradimir Crnogorac (* 1982), Fußballspieler
- Petar Jovanović (* 1982), Fußballspieler
- Alma Zadić (* 1984), österreichische Justizministerin
- Andrea Petković (* 1987), Tennisspielerin
- Emir Đulović (* 1988), Turbo-Folk-Sänger
- Miralem Pjanić (* 1990), Fußballspieler
- Andreja Pejić (* 1991), Model
- Anita Husarić (* 1994), Tennisspielerin
- Renato Gojković (* 1995), Fußballspieler
- Armin Karić (* 2004), Fußballspieler

### Mit der Stadt verbundene Persönlichkeiten
- Slavko Goldstein (1928–2017), Familie stammt aus Tuzla[27]
- Božo Žepić (* 1938 in Živinice), Soziologe und Rechtswissenschaftler, lehrte in Tuzla
- Vedad Ibišević (* 1984 in Vlasenica), Fußballspieler, wuchs in Tuzla auf und begann hier mit dem Fußballspielen